# Taifa di Jerica

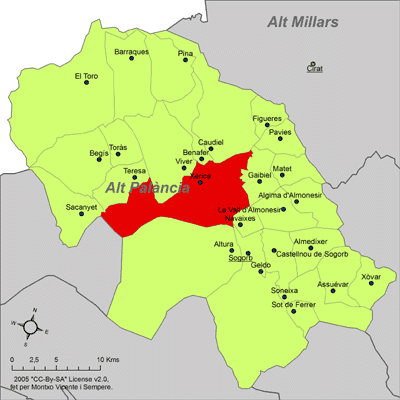
la Taifa di Jerica si trovava nella comarca dell'Alto Palancia, nella parte meridionale della provincia di Castellon

La Taifa di Jerica era un regno Islamico taifa situato nell'attuale Spagna di levante, che esistette per un breve periodo, dal 1065 al 1075 circa. 
La Taifa di Jerica si trovava nell'attuale comarca dell'Alto Palancia, nella parte meridionale dell'attuale provincia di Castellon.

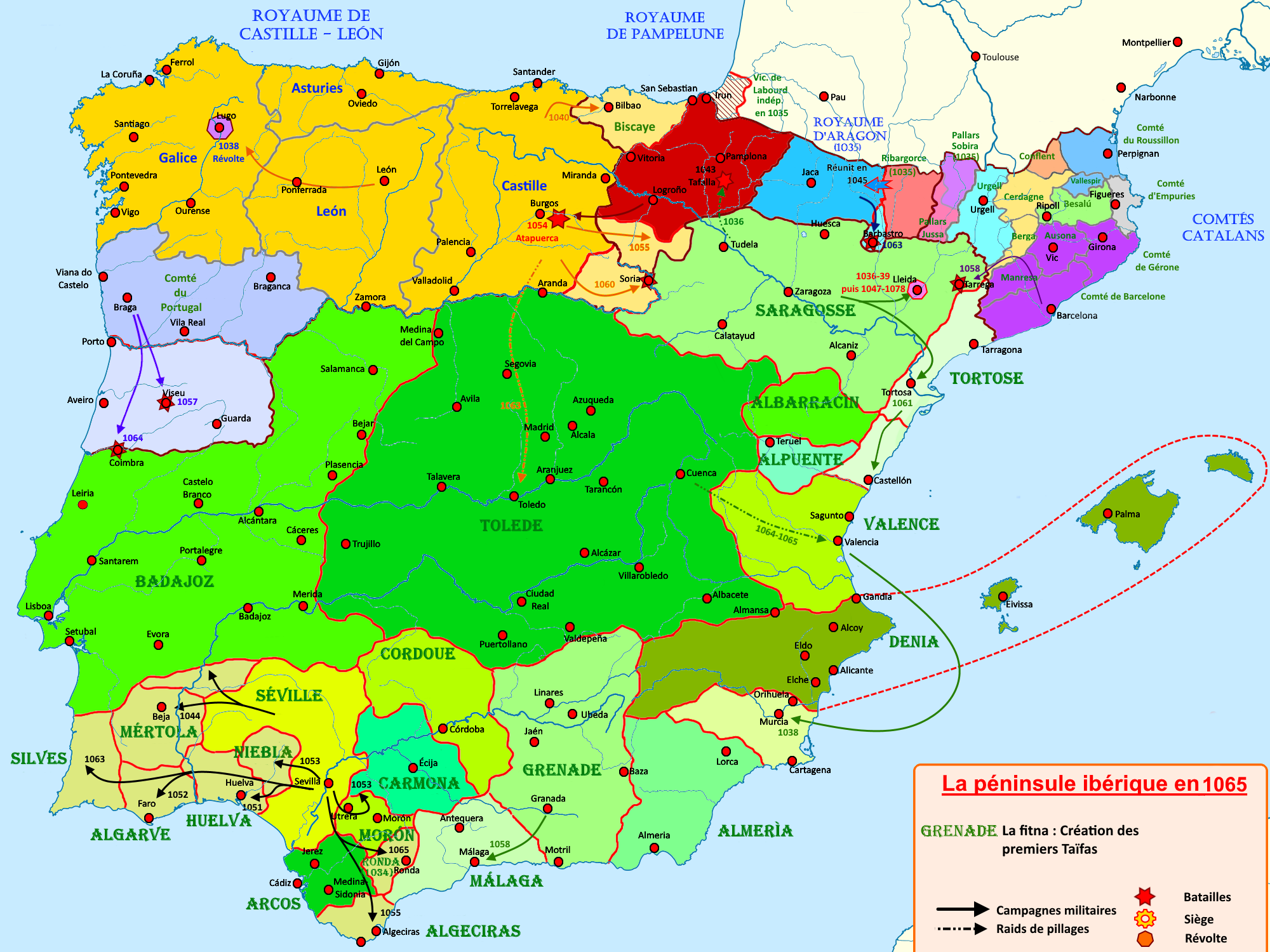
Taifa di Valencia nel 1065; la Taifa di Jerica si trovava a nord vicino a Castellon

## Storia
Jerica e la zona circostante facevano parte della Taifa di Valencia, sino a quando, verso il 1065, come riportano sia Iberia: al-Andalus che la CRONOLOGÍA DE REINOS Y TAIFAS EN AL-ANDALUS, Ibn Yamlul si proclamò re della taifa. Ibn Yamlul era un Yamlulide, discendente dalla famiglia dei Banu Yamlul. 
Tra il 1075 ed il 1076 al-Muqtadir, re della Taifa di Saragozza, dopo aver conquistato la Taifa di Tortosa, occupò anche la taifa di Jerica.
Quando, tra il 1087 e il 1089 el Cid rese tributari i regni musulmani di Taifa di Albarracín e di Alpuente e poi si recò a Valencia, con truppe miste, cristiane e musulmane, divenendo il protettore dell'emiro della taifa, Yaḥyā al-Qādir, occupò anche Jerica, che rimase occupata dagli aragonesi sino al 1103.

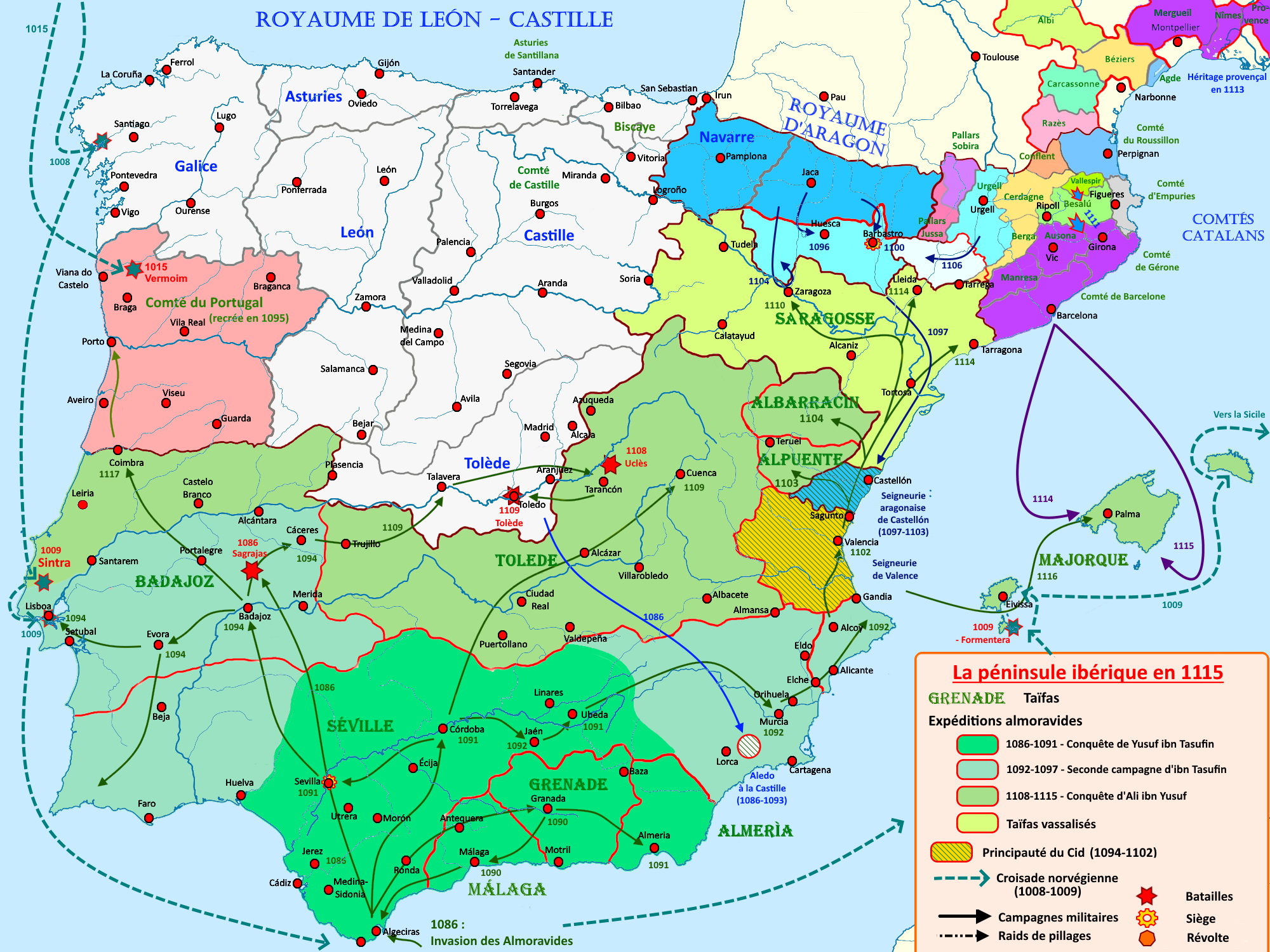
zona occupata dagli aragonesi attorno a Castellon

Infine all'inizio del secolo XII Jerica fu conquistata e assoggettata al califfato Almoravide.
Intorno al 1234, Zayd Abu Zayd, ultimo governatore almohade di Valencia, detronizzato da Zayyan ibn Mardanish, pose Jérica al servizio di Giacomo I insieme a Peñíscola, Morella, Cullera, Alpuente e Segorbe. Nonostante la decisione del loro signore, la popolazione musulmana non volle arrendersi a Giacomo I d'Aragona e le truppe cristiane conquistarono la piazza nel 1235, come riporta il Muslim Spain and Portugal: A Political History of al-Andalus.

### Fonti primarie
- (EN)  Muslim Spain and Portugal: A Political History of al-Andalus

### Letteratura storiografica
- La recomquista